# Škoda 110 Super Sport
Škoda 110 Super Sport (typ 724) byl prototyp sportovního automobilu s motorem vzadu a pohonem zadních kol, vývoj probíhal v letech 1969–1971 a v roce 1971 byl vyroben prototyp.
Vůz měl aerodynamickou karoserii vyrobenou ze sklolaminátu, vpředu byla šestice vyklápěcích světlometů, za ní se nacházel prostor pro zavazadla a rezervní kolo. Dveře se vyklápěly nahoru spolu s čelním sklem a střechou. V zadní části vozu byl umístěn motor – řadový čtyřválec ze Škody 110 L Rallye. Kvůli testování byl do auta dočasně namontován silnější motor o objemu 1147 cm³. Na zadním čele bylo 16 kulatých světel, 6 v horní řadě u kraje po třech a 10 v dolní řadě po celé šířce vozu.
V Kvasinách byl vyroben jediný exemplář, který měl bílou barvu. Byl představen roku 1972 na autosalonu v Bruselu. I přes zájem veřejnosti se nedostal do sériové výroby. V Československu bylo auto kritizováno pro příliš hranaté tvary, avšak na západě v magazínu Road and Track byla Škoda 110 Supersport hodnocena lépe než prototyp Aston Martinu.

## „Ferat“

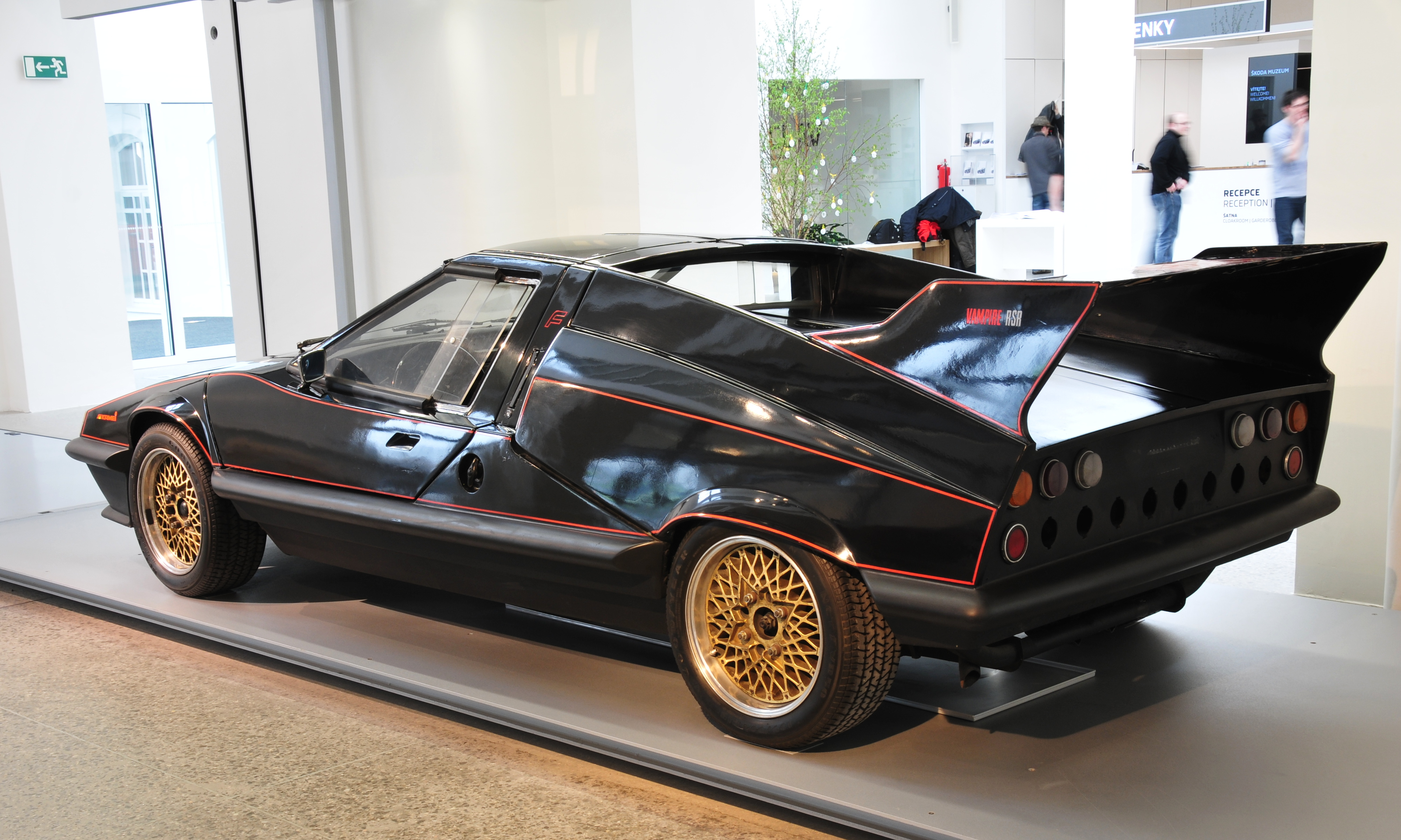
Pohled na zadní část vozu

V roce 1981 byl přelakován na černo (s červenými linkami kolem hran) a dostal nové přední a zadní čelo, vpředu zmizela výklopná světla a místo nich byla dvě sdružena do obdélníku, mezi nimi byla mřížka chladiče; zadní světla byla převzata z budoucí Škody 742 M a dostal nové masivní křídlo. Autorem tohoto Faceliftu byl Theodor Pištěk. Takto upravený vůz hrál hlavní roli ve filmu Upír z Feratu (1981), díky němuž je známý jako „Ferat“. Bylo ho také možné vidět ve filmu Velká filmová loupež (1986) a v bílé verzi ve filmu Zítra vstanu a opařím se čajem (1977).
K vidění je ve Škoda Auto Muzeu v Mladé Boleslavi.

## Technické údaje
- rozvor: 2500 mm
- rozměry: 4060 × 1640 × 1120 mm
- hmotnost: 898 kg
- kola/pneumatiky: 13" pneu Barum 175 SR / Dunlop Racing
- motor: upravený motor Škoda 110 Rallye se zvýšeným výkonem, řadový čtyřválec s rozvodem OHV, dvojitý karburátor Weber 40 DCOE2
- zdvihový objem: 1107 cm³ / 1147 cm³
- výkon: 54 kW (73 koní) / 76,5 kW (104 koní)
- maximální rychlost v km/h: 180 / 211,5
- zrychlení z 0 na 100 km/h: 15,3 / 12,6
- zavazadlový prostor: 0,35 m³
- brzdy: vpředu kotoučové, vzadu bubnové